# Tirà becplaner d'ulls taronja
El tirà becplaner d'ulls taronja (Tolmomyias traylori) és un ocell de la família dels tirànids (Tyrannidae).

## Hàbitat i distribució
Habita el bosc obert, clars i el bosc de rivera de l'Amazònia occidental.